# Simson Supra
Der Simson Supra war das bekannteste Pkw-Modell der Firma Simson. Von dem Fahrzeug wurden zwischen 1924 und 1934 etwa 1520 Exemplare gebaut.

## Geschichte

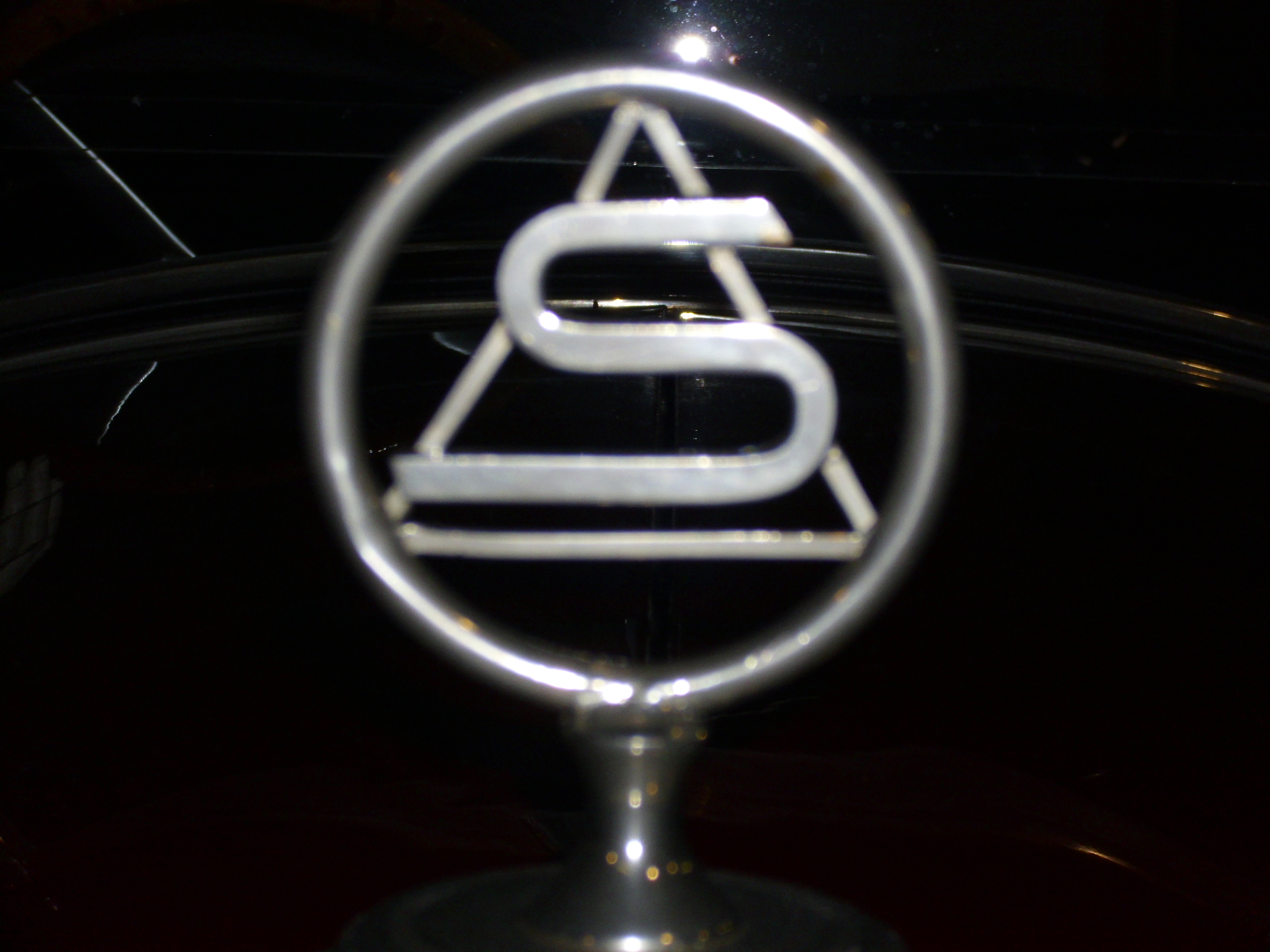
Emblem

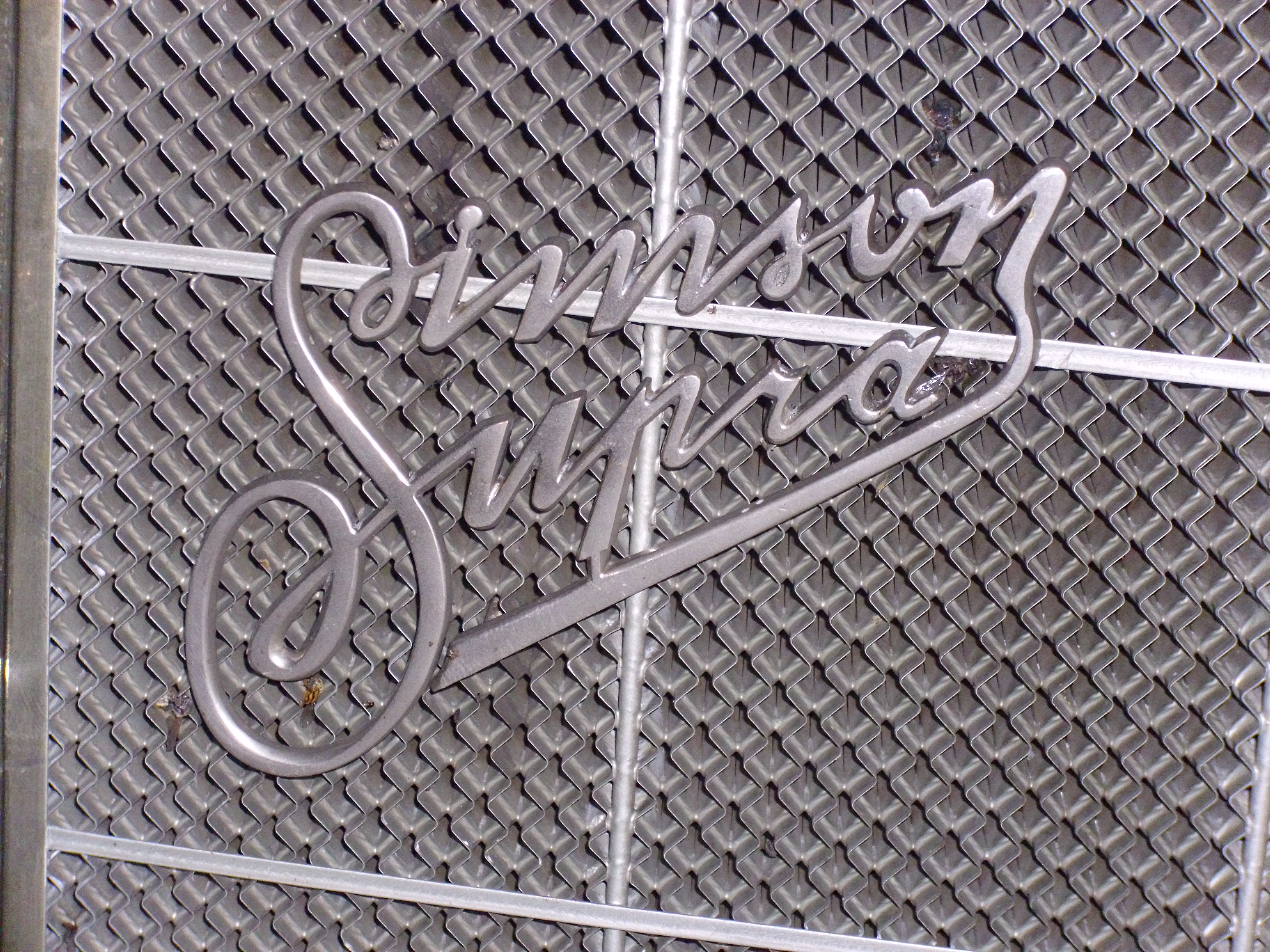
Schriftzug am Kühlergrill

Die Waffenfabrik der Gebrüder Simson im thüringischen Suhl stellte ab 1896 auch Fahrräder und von 1911 bis 1934 Personenkraftwagen her. 1922 wurde Paul Henze als Konstrukteur eingestellt, der sich bei der Reichenberger Automobilfabrik (RAF) und bei den Steiger-Werken in Burgrieden verdient gemacht hatte. Der von Henze für Simson entwickelte Supra war ein ausgeprägter Sportwagen: der 1924 vorgestellte Typ S leistete 50 PS aus zwei Liter Hubraum und hatte einen Radstand von 2,60–3,00 m. Die Höchstgeschwindigkeit betrug 120–140 km/h. Der Vierzylindermotor wurde von vier Ventilen pro Zylinder beatmet, die wiederum von zwei oben liegenden Nockenwellen mit Königswelle gesteuert wurden.
Die Potenz dieses Wagens bewiesen zahlreiche Motorsportsiege. Für weniger potente Kunden wurde der Typ So mit 3,00 m Radstand kreiert. Dessen Motor hatte zwei Ventile pro Zylinder, eine oben liegende Nockenwelle mit Königswelle und leistete 40 PS. Von den 4-Zylinder-Typen S und So wurden in fünf Jahren etwa 750 Exemplare gebaut. Parallel gab es den Typ J mit Sechszylindermotor (3,1 Liter Hubraum, 60 PS). Sein Motor war, wie der des Typs So, mit zwei hängenden Ventilen pro Zylinder, einer obenliegenden Nockenwelle und einer Königswelle ausgestattet. Der Radstand dieses größeren Wagens betrug 3,50 m.
1926 ersetzte der Typ R den Typ J. Sein geringfügig vergrößerter Motor hatte nun eine untenliegende Nockenwelle, die die beiden Ventile pro Zylinder antrieb. Es blieb bei 60 PS Leistung. Alle bisher genannten Modelle hatten Rechtslenkung und Seilzugbremsen, die auf alle vier Räder wirkten. 1928 wurde der Typ R überarbeitet: Die Seilzugbremsen bekamen Saugluftunterstützung und es wurde auf Linkslenkung umgestellt. In dieser Ausstattung fertigte man das Fahrzeug noch bis 1931.
Nachfolger war der Typ RJ. Er hatte bei sonst gleicher Auslegung einen Motor mit 3,4 Litern Hubraum, der 70 PS leistete. Die Typen J, R und RJ wurden in neun Jahren ca. 750 Mal gebaut. Gleichzeitig mit dem Typ RJ wurde der Typ A vorgestellt. Er hatte bei vergrößertem Radstand (3,55 m) einen 8-Zylinder-Reihenmotor mit seitlich stehenden Ventilen. Sein Hubraum betrug 4,7 Liter und er leistete 90 PS. In drei Jahren entstanden ganze 20 Fahrzeuge.
Im Jahre 1934 wurden von den Typen RJ und A nur noch zwölf Exemplare ausgeliefert. Dann wurde die Pkw-Produktion wegen mangelnder Rentabilität eingestellt.
Nach heutigem Kenntnisstand sind nur wenige Supra-Modelle erhalten geblieben, von den legendären Vierventil-Motoren gibt es kein Exemplar mehr. Den Supra So kann man noch im Verkehrsmuseum Dresden besichtigen. Ein Supra A (18/90) befand sich im Besitz verschiedener Sammler wie des deutschen Schauspielers Manfred Krug und Hermann Cornel. Das Fahrzeug befindet sich seit 2009 wieder öffentlich zugänglich im Fahrzeugmuseum Suhl.

## Technische Daten der Typen S, S Sport, J und So
| Typ                   | S                                                                         | S Sport                                                                   | So                                                                | J                                                                 |
| --------------------- | ------------------------------------------------------------------------- | ------------------------------------------------------------------------- | ----------------------------------------------------------------- | ----------------------------------------------------------------- |
| Bauzeitraum           | 1924–1926                                                                 | 1924–1926                                                                 | 1925–1929                                                         | 1925–1926                                                         |
| Motor                 | 4 Zyl. Reihe 4-Takt                                                       | 4 Zyl. Reihe 4-Takt                                                       | 4 Zyl. Reihe 4-Takt                                               | 6 Zyl. Reihe 4-Takt                                               |
| Ventile               | 16V obengesteuert mit 2 obenliegenden Nockenwellen und Königswelle (dohc) | 16V obengesteuert mit 2 obenliegenden Nockenwellen und Königswelle (dohc) | obengesteuert mit obenliegender Nockenwelle und Königswelle (ohc) | obengesteuert mit obenliegender Nockenwelle und Königswelle (ohc) |
| Bohrung × Hub         | 70 mm × 128 mm                                                            | 70 mm × 128 mm                                                            | 70 mm × 128 mm                                                    | 70 mm × 128 mm                                                    |
| Hubraum               | 1970 cm³                                                                  | 1970 cm³                                                                  | 1970 cm³                                                          | 3120 cm³                                                          |
| Leistung (PS)         | 50                                                                        | 60–80                                                                     | 40                                                                | 60                                                                |
| Leistung (kW)         | 37                                                                        | 44–59                                                                     | 29                                                                | 44                                                                |
| bei Drehzahl (1/min)  | 4000                                                                      | 4000                                                                      | 3000                                                              | 2800                                                              |
| Verbrauch             | 12 l/100 km                                                               | 14 l/100 km                                                               | 11 l/100 km                                                       | 14 l/100 km                                                       |
| Getriebe              | 4-Gang                                                                    | 4-Gang                                                                    | 4-Gang                                                            | 4-Gang                                                            |
| Höchstgeschwindigkeit | 120 km/h                                                                  | über 140 km/h                                                             | 100 km/h                                                          | 95 km/h                                                           |
| Leergewicht           | 1250 kg                                                                   | 1250 kg                                                                   | 1250 kg                                                           | 1550 kg                                                           |
| Länge                 | 4200 mm                                                                   | 4200 mm                                                                   | 4200 mm                                                           |                                                                   |
| Breite                | 1660 mm                                                                   | 1660 mm                                                                   | 1660 mm                                                           |                                                                   |
| Höhe                  | 1550 mm                                                                   | 1550 mm                                                                   | 1550 mm                                                           |                                                                   |
| Radstand              | 2600–3000 mm                                                              | 2350 mm                                                                   | 3000 mm                                                           | 3500 mm                                                           |
| Spur vorne/hinten     | 1320 mm/1300 mm                                                           | 1320 mm/1300 mm                                                           | 1320 mm/1300 mm                                                   | 1420 mm/1400 mm                                                   |
| Reifengröße           | 705 × 105 HD                                                              | 705 × 105 HD                                                              | 705 × 105 HD                                                      | 820 × 120 HD                                                      |

## Technische Daten der Typen R, RJ und A
| Typ                   | R (bis 1928)        | R (ab 1928)                | RJ                  | A                   |
| --------------------- | ------------------- | -------------------------- | ------------------- | ------------------- |
| Bauzeitraum           | 1926–1928           | 1928–1931                  | 1931–1934           | 1931–1934           |
| Motor                 | 6 Zyl. Reihe 4-Takt | 6 Zyl. Reihe 4-Takt        | 6 Zyl. Reihe 4-Takt | 8 Zyl. Reihe 4-Takt |
| Ventile               | obengesteuert (ohv) | obengesteuert (ohv)        | obengesteuert (ohv) | stehend (sv)        |
| Bohrung × Hub         | 76 mm × 115 mm      | 76 mm × 115 mm             | 79,5 mm × 115 mm    | 79,5 mm × 115 mm    |
| Hubraum               | 3130 cm³            | 3130 cm³                   | 3358 cm³            | 4673 cm³            |
| Leistung (PS)         | 60                  | 60                         | 70                  | 90                  |
| Leistung (kW)         | 44                  | 44                         | 51                  | 66                  |
| bei Drehzahl (1/min)  | 2800                | 2800                       | 2900                | 3000                |
| Verbrauch             | 16 l/100 km         | 16 l/100 km                | 17 l/100 km         | 21 l/100 km         |
| Getriebe              | 4-Gang              | 4-Gang                     | 4-Gang              | 4-Gang              |
| Höchstgeschwindigkeit | 95 km/h             | 95 km/h                    | 95 km/h             | 120 km/h            |
| Leergewicht           | 1550 kg             | 1800 kg                    | 2000 kg             | 2050 kg             |
| Länge                 | 4700 mm             | 4700 mm                    | 4700 mm             | 4750 mm             |
| Breite                | 1750 mm             | 1750 mm                    | 1840 mm             | 1840 mm             |
| Höhe                  | 1900 mm             | 1900 mm                    | 1900 mm             | 1900 mm             |
| Radstand              | 3500 mm             | 3500 mm                    | 3500 mm             | 3550 mm             |
| Spur vorne/hinten     | 1420 mm/1400 mm     | 1420 mm/1400 mm            | 1420 mm/1420 mm     | 1460 mm/1420 mm     |
| Reifengröße           | 33 × 6,20 ND        | 32 × 6,00 ND oder 6,00-20" | 6,00-20"            | 6,50-20"            |